# Canneto Pavese
Canneto Pavese is een gemeente in de Italiaanse provincie Pavia (regio Lombardije) en telt 1428 inwoners (31-12-2004). De oppervlakte bedraagt 5,8 km², de bevolkingsdichtheid is 268 inwoners per km².

## Demografie
Canneto Pavese telt ongeveer 675 huishoudens. Het aantal inwoners steeg in de periode 1991-2001 met 1,1% volgens cijfers uit de tienjaarlijkse volkstellingen van ISTAT.
| Jaar | Inwoneraantal |
| ---- | ------------- |
| 1991 | 1324          |
| 2001 | 1338          |

## Geografie
Canneto Pavese grenst aan de volgende gemeenten: Broni, Castana, Cigognola, Montescano, Montù Beccaria, Stradella.